# Čazma
Čazma – miasto w Chorwacji, w żupanii bielowarsko-bilogorskiej, siedziba miasta Čazma. W 2011 roku liczyła 2801 mieszkańców.
Jedna z najstarszych miejscowości w Chorwacji. Historia miasta sięga 1094 roku.